# HD 73583
HD 73583, TOI-560 — двойная звезда в созвездии Гидры на расстоянии около 103 световых лет (около 31,5 парсек) от Солнца. Возраст звезды определён как около 2,1 млрд лет.
Вокруг звезды обращается, как минимум, две планеты.

## Характеристики
Первый компонент (WDS J08388-1315A) — оранжевый карлик спектрального класса K4V, или K. Видимая звёздная величина звезды — +9,708m. Масса — около 0,66 солнечной, радиус — около 0,65 солнечного, светимость — около 0,177 солнечной. Эффективная температура — около 4462 K.
Второй компонент (WDS J08388-1315B) — оранжевая звезда спектрального класса K4. Видимая звёздная величина звезды — +10,41m. Удалён на 999,9 угловой секунды.

## Планетная система
В 2021 году группой астрономов было объявлено об открытии планеты HD 73583 b.
В 2021 году группой астрономов было объявлено об открытии планеты HD 73583 c.
В 2019 году учёными, анализирующими данные проектов Hipparcos и Gaia, у звезды обнаружена планета HIP 42401 d.